# Maison de Milorad Bondžulić à Otanj
La maison de Milorad Bondžulić à Otanj (en serbe cyrillique : Кућа народног хероја Милорада Бонџулића ; en serbe latin : Kuća narodnog heroja Milorada Bondžulića) se trouve à Otanj, dans la municipalité de Požega et dans le district de Zlatibor, en Serbie. Elle est inscrite sur la liste des monuments culturels protégés de la République de Serbie (identifiant no SK 193).

## Présentation
Le héros national Milorad Bondžulić (1917-1943) est né dans cette maison[réf. nécessaire].